# Joel García
Joel García (* 15. Januar 1958 in Monterrey, Nuevo León) ist ein ehemaliger mexikanischer Fußballspieler auf der Position eines Verteidigers.

## Laufbahn
García stand während der gesamten 1980er Jahre bei seinem Heimatverein CF Monterrey unter Vertrag und gehörte bereits seit 1981 zur „Stammelf“. Seine erfolgreichste Spielzeit war das unmittelbar vor der Fußball-Weltmeisterschaft 1986 ausgetragene Torneo México 86, in dem die Rayados den ersten Meistertitel ihrer Vereinsgeschichte gewannen.
Seine letzte Saison 1990/91 verbrachte García bei den UAT Correcaminos.

## Titel
- Mexikanischer Meister: México 86